# Université de médecine d'État de Rostov
 (juin 2022).
L'université de médecine d'État de Rostov est un établissement d'enseignement supérieur de la ville de Rostov-sur-le-Don. C'est le plus grand centre de d'études et de recherches du sud de la Russie.

## Histoire
En 1915, une faculté de médecine est créée sur la base de l'Université russe de Varsovie. En 1920, la faculté a accueilli pour la première édition 295 médecins. Par la suite, la faculté de médecine de l'Université du Caucase du Nord a fusionné avec l'institut médical pour femmes de Rostov. Par l'ordre du Commissariat du peuple à l'éducation et par décret du Comité exécutif central (ЦИК) et du Conseil des commissaires du peuples (СНК) d'URSS, un institut médical a été créé à partir du 10 octobre 1930.
En 1980 l'institut de médecine a été décoré de l'ordre de l'amitié des peuples pour avoir formé des cadres dans plus de 60 pays d'Afrique, d'Asie et d'Amérique Latine. En 1994 l'institut de médecine est devenu l'Université de médecine d'État de Rostov.